# الیکو دانگوت
الیکو دانگوت (به انگلیسی: Aliko Dangote) (زاده ۱۰ آوریل ۱۹۵۷) کارآفرین، بازرگان، سرمایه‌دار، نیکوکار و مدیر اجرایی نیجریه‌ای است، که در سال ۱۹۸۱ گروه دانگوت را تأسیس نمود.
دانگوت هم‌اکنون با دارایی خالص ۲۵ میلیارد دلار، ثروتمندترین فرد آفریقا به‌شمار می‌آید. وی در سال ۲۰۱۴ از سوی مجله فوربز در رتبه ۲۳ از فهرست ثروتمندترین افراد جهان قرار گرفت.